# Zhengyangmen
Qianmen (en chino tradicional, 前門; en chino simplificado, 前门; pinyin, Qiánmén; Wade-Giles, Ch'ien-men; literalmente, ‘Puerta Delantera’) es el nombre coloquial de Zhengyangmen (en chino tradicional, 正陽門; en chino simplificado, 正阳门; pinyin, Zhèngyángmén; Wade-Giles, Cheng-yang-men; manchú: Tob šuni duka, que significa "puerta del Sol cenital"), una puerta de las murallas históricas de Pekín. La puerta está situada al sur de la Plaza de Tiananmen y custodiaba la entrada sur del centro de la ciudad. Aunque se demolió gran parte de las murallas de Pekín, Qianmen continúa en pie y es un importante punto de referencia geográfico de la ciudad. El eje principal norte-sur de la ciudad pasa por Zhengyangmen. Antiguamente se llamaba Lizhengmen (en chino tradicional, 麗正門; en chino simplificado, 丽正门; pinyin, Lìzhèngmén), que significa "portal hermoso".

## Historia
Zhengyangmen fue construida en 1421 durante la Dinastía Ming y consistía en la puerta propiamente dicha y una torre de vigilancia, conectadas por paredes laterales y que formaban una gran barbacana junto con varias puertas laterales. La puerta custodiaba la entrada a la Ciudad Imperial. La primera estación de trenes de la ciudad, conocida como Estación de Qianmen, se construyó frente a la puerta. Durante la Rebelión de los Bóxers de 1900, la puerta sufrió daños considerables cuando la Alianza de las Ocho Naciones invadió la ciudad. El complejo de la puerta fue reconstruido exhaustivamente en 1914. Las puertas laterales de la barbacana fueron demolidas en 1915.  
Tras la victoria comunista en 1949, la puerta de Zhengyangmen fue ocupada por la guarnición de Pekín del Ejército Popular de Liberación. Los militares desocuparon la puerta en 1980, que se ha convertido en una atracción turística. Con 42 metros de altura, la puerta de Zhengyangmen fue, y continúa siendo, la puerta más alta de toda la muralla de Pekín. Zhengyangmen sobrevivió a la demolición de las murallas a finales de la década de 1960, durante la construcción del Metro de Pekín. Sin embargo, de otras como Deshengmen al norte y Dongbianmen al sudeste solo sobreviven sus torres de vigilancia, Xibianmen solo conserva parte de su barbacana y Yongdingmen fue reconstruida en 2007.
En la actualidad, Qianmen Avenue (Dajie) pasa entre la puerta y la torre de vigilancia de Zhengyangmen al sur. La estación de Quianmen de la Línea 2 del Metro de Pekín también se sitúa entre las dos estructuras, dentro del espacio rodeado antiguamente por la barbacana. Qianmen continúa siendo uno de los símbolos históricos del antiguo Pekín. También contiene el hutong más estrecho de Pekín, el hutong de Qianshi.

## Importancia geográfica
Zhengyangmen está situado en el eje norte-sur de Pekín. La puerta principal está alineada con la Puerta Yongdingmen al sur, el Mausoleo de Mao Zedong y el Monumento a los Héroes del Pueblo en la Plaza de Tiananmen, la Puerta de Tiananmen, la Puerta Meridiana, y el trono imperial en el Salón de la Suprema Armonía en la Ciudad Prohibida, el Campanario y la Torre del Tambor y la entrada al Parque Olímpico de Pekín en el norte.
El kilómetro cero de las autopistas de China está situado justo fuera de la Puerta de Zhengyangmen. Está señalado con una placa en el suelo, con los cuatro puntos cardinales, cuatro animales y la inscripción "Kilómetro Cero de las Autopistas, China" en chino e inglés.